# Jesus Divino Trabalhador (título cardinalício)
O título cardinalício de Jesus Divino Trabalhador foi instituído pelo Papa Paulo VI, em 29 de abril de 1969. A igreja titular deste título é Gesù Divino Lavoratore, no quartiere Portuense de Roma.

## Titulares protetores
- Paul Yü Pin (1969-1978)
- Vacante (1978-1983)
- Joseph Louis Bernardin (1983-1996)
- Christoph Schönborn, O.P. (1998-)